# Heidevolk
Heidevolk je folkmetalová skupina z Nizozemska, založená v roce 2002. Texty jejich písní jsou inspirovány přírodou, historií Gelderlandu a germánskou mytologií. Většina jejich textů je v nizozemštině.

## Historie kapely

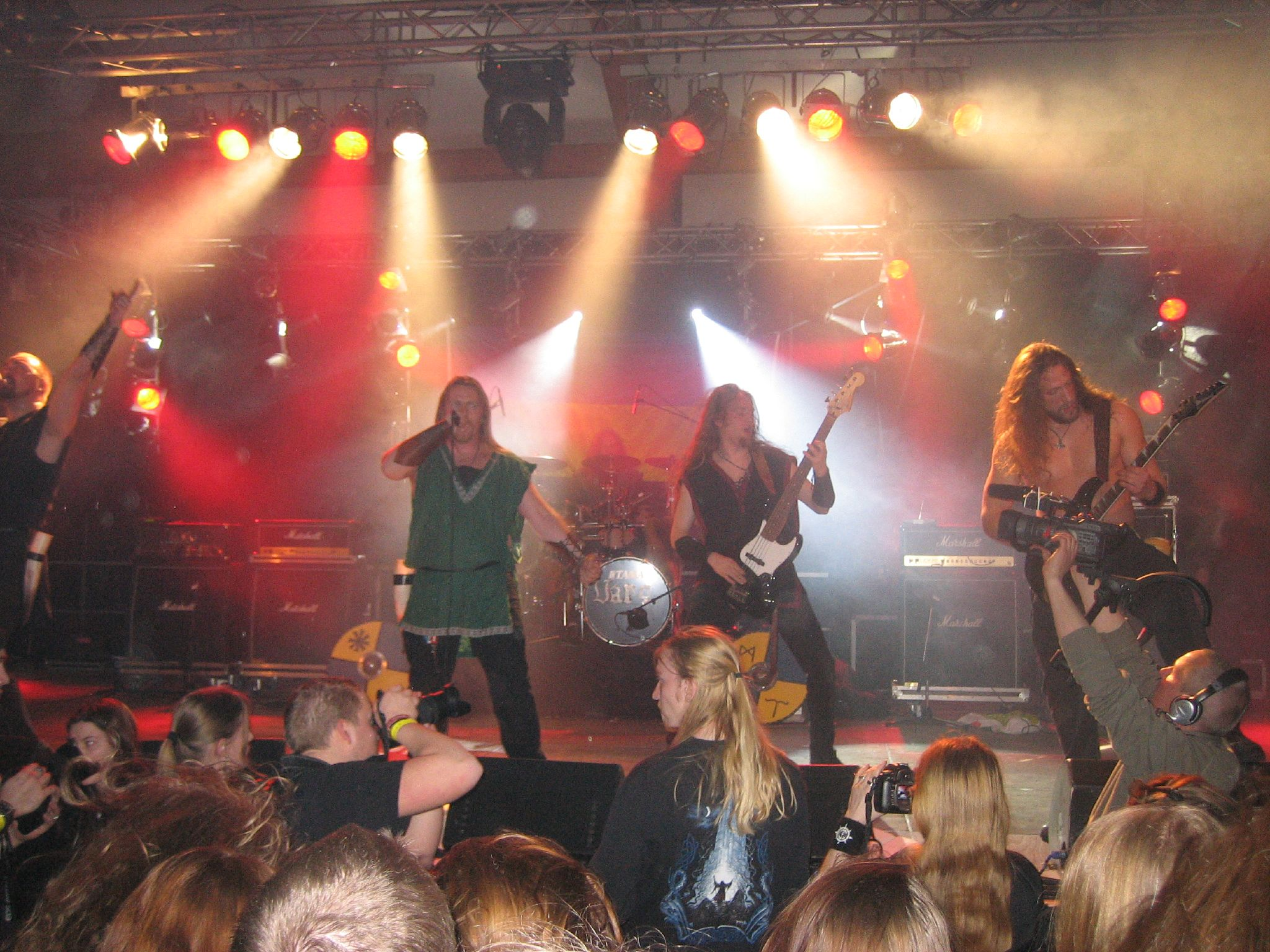
Vystoupení skupiny v roce 2007

Skupina byla založena pod názvem Hymir v roce 2002. Později se přejmenovali na Heidevolk (nizozemsky „heath-folk“ nebo „heather folk“), inspirováni nizozemskou krajinou Veluwe. Kapela začala živě vystupovat v roce 2003. Od té doby vydali jedno demo, šest dlouhohrajících studiových alb a jedno EP.
Jejich třetí album, Uit oude grond, se setkalo s vesměs pozitivním hodnocením, bylo označeno za nesmírně příjemné, kombinující agresivní metalové riffy s vkusně propletenou tradiční lidovou instrumentací a melodií.
Skupina spolupracovala s několika známými kapelami. Například Arkona, Skyforger, Månegarm a Obtest.

## Členové skupiny

### Současní členové
- Jacco de Wijs (Jacco Bühnebeest) – zpěv (2015–současnost)
- Daniël Wansink (Daniël den Dorstighe) – zpěv (2021–současnost)
- Koen Romeijn (Koen Vuurdichter) – kytara (2015–současnost)
- Mat van Baest (Mat Snaerenslijper) – kytara (2020–současnost)[4]
- Rowan Middelwijk (Rowan Roodbaert) – basová kytara (2006–současnost)
- Kevin van den Heiligenberg (Kevin Houtsplijter) – bicí (2022–současnost)[5]

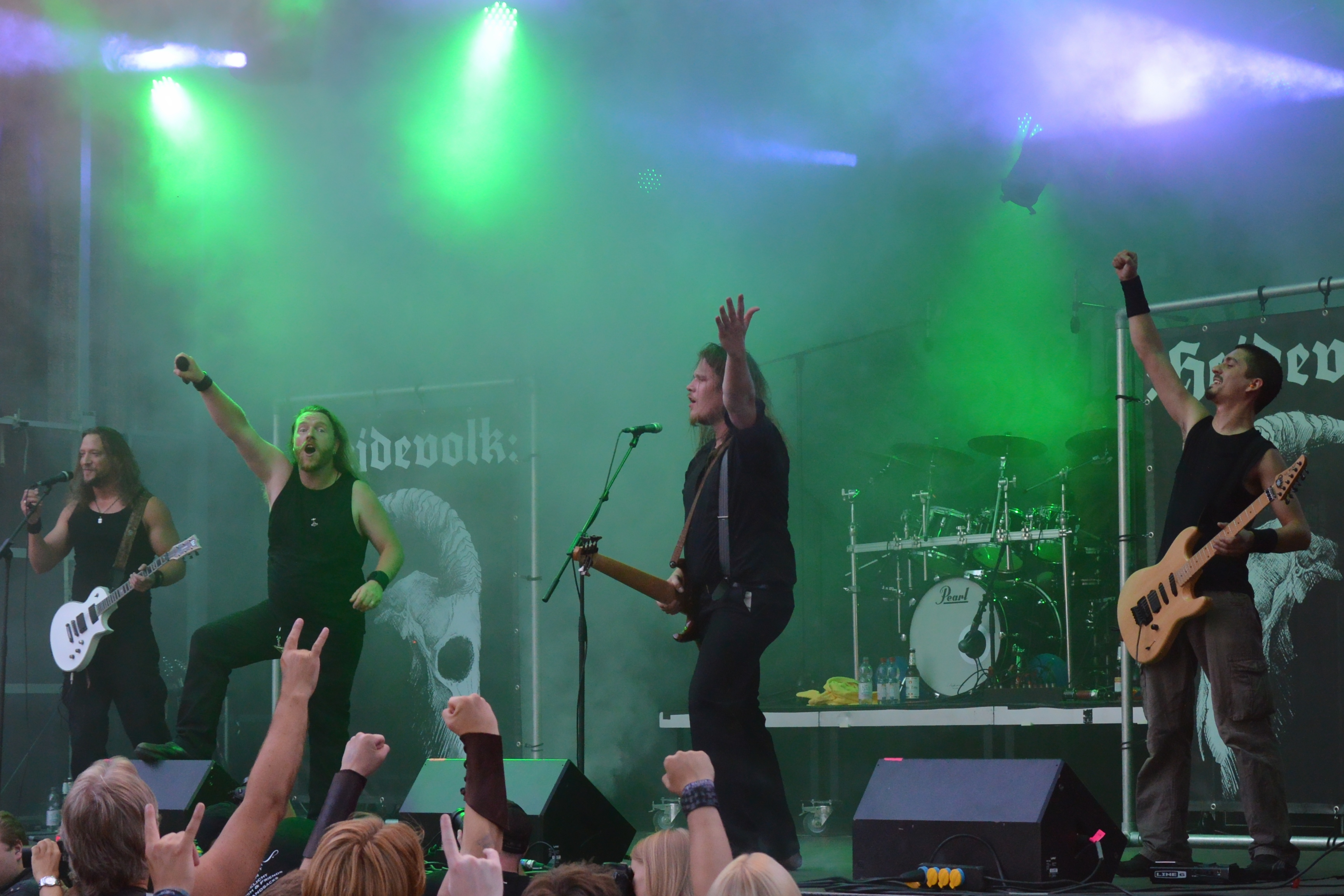
Skupina v roce 2013

### Bývalí členové
- Joris Boghtdrincker – zpěv (2002–2013)
- Jesse Vuerbaert (Ohtar) – zpěv (2002–2005)
- Niels Beenkerver – kytara (2002–2005)
- Paul Braadvraat – basová kytara (2002–2006)
- Sebas van Eldik (Sebas Bloeddorst) – kytara (2002–2011)
- Joost Westdijk (Joost den Vellenknotscher) – bicí (2002–2022)
- Reamon Bomenbreker – kytara (2005–2015)
- Mark Splintervuyscht – zpěv (2005–2015)
- Stefanie Speervrouw – housle (2007–2008)
- Kevin Vruchtbaert – kytara (2012–2015)
- Lars Vogel (Lars Nachtbraeker) – zpěv (2013–2020)
- Kevin Storm – kytara (2016–2018)

## Diskografie
- De strijdlust is geboren (2005)
- Wodan heerst (EP, 2007)[6]
- Walhalla wacht (2008)
- Uit oude grond (2010)
- Batavi (2012)[7]
- Velua (2015)
- Vuur van verzet (2018)
- Wederkeer (2023)